# Sven Wiebe
Sven Wiebe (* 1963 in Köln) ist ein deutscher Wirtschaftsgeograph und parteiloser politischer Beamter. Von 2019 bis 2023 war er Staatsrat bei der Wirtschaftssenatorin der Freien Hansestadt Bremen.

## Leben
Wiebe absolvierte sein Abitur in Bergisch Gladbach und nahm anschließend ein Studium der Geographie mit Schwerpunkt Wirtschaftsgeographie und in Nebenfächern Städtebau und Öffentliches Recht an der Rheinischen Friedrich-Wilhelms-Universität Bonn auf. In seiner Diplomarbeit beschäftigte er sich mit der Europäischen Regionalpolitik. Nach dem Abschluss seines Studiums war er von 1990 bis 1994 als Gutachter bei einer Wirtschaftsberatung tätig, ehe er 1995 Referent im Bereich Europa- und Bundesfördermittel beim Senator für Wirtschaft der Freien Hansestadt Bremen wurde. 2000 übernahm er beim umgewidmten Senator für Wirtschaft und Häfen die Leitung der Referate Regionalpolitik sowie Industrie und Finanzierung. 2008 übernahm er beim Senator für Wirtschaft, Arbeit und Häfen die Leitung des Stabsreferats Grundsatzangelegenheiten, ehe er 2012 beim Senator für Wirtschaft, Arbeit und Europa die Leitung der Zentralabteilung übernahm. In der Position war er auch stellvertretender Staatsrat im Wirtschaftsressort.
Am 18. September 2019 wurde er vom Bremer Senat für Senatorin Kristina Vogt zum Staatsrat für Wirtschaft bei der Senatorin für Wirtschaft, Arbeit und Europa berufen. Dieses Amt hatte er ab Juli 2023 auch in der umgebildeten Senatsverwaltung für Wirtschaft, Häfen und Transformation inne. Ende September 2023 legte er das Amt nieder. Ihm folgte Martin Bialluch nach.

## Schriften
- Die Städtepolitik der Europäischen Union: Anforderungen an die kommunalen Akteure am Beispiel der Freien Hansestadt Bremen. Institut für Städtebau Berlin der Deutschen Akademie für Städtebau und Landesplanung, Berlin 2000.